# Municipio de Eagle (condado de Kingman)
El municipio de Eagle (en inglés: Eagle Township) es un municipio ubicado en el condado de Kingman en el estado estadounidense de Kansas. En el año 2010 tenía una población de 125 habitantes y una densidad poblacional de 1,33 personas por km².

## Geografía
El municipio de Eagle se encuentra ubicado en las coordenadas 37°30′56″N 97°58′26″O / 37.51556, -97.97389. Según la Oficina del Censo de los Estados Unidos, el municipio tiene una superficie total de 94.33 km², de la cual 94,21 km² corresponden a tierra firme y (0,12 %) 0,12 km² es agua.

## Demografía
Según el censo de 2010, había 125 personas residiendo en el municipio de Eagle. La densidad de población era de 1,33 hab./km². De los 125 habitantes, el municipio de Eagle estaba compuesto por el 96,8 % blancos, el 0,8 % eran amerindios, el 1,6 % eran asiáticos, el 0,8 % eran isleños del Pacífico. Del total de la población el 0,8 % eran hispanos o latinos de cualquier raza.